# Ingrid Kappelle
Ingrid Kappelle (Amsterdam, 9 november 1960 – 23 oktober 2024) was een Nederlandse lyrisch dramatische sopraan.
Ingrid Kapelle studeerde aanvankelijk piano, maar tijdens haar conservatoriumstudie werd haar vocale talent ontdekt.
In 1988 voltooide Ingrid Kappelle de laatste van haar vakopleidingen solozang cum laude (opera, solozang DM en UM, kamermuziek).
Al tijdens haar studies in Maastricht en Engeland trad ze solistisch op in opera, oratorium, liedrecitals en contemporain repertoire. Met ensembles, gespecialiseerd in het hedendaagse repertoire, worden regelmatig wereldpremières van gerenommeerde componisten gerealiseerd. Haar stem had een warm timbre, wat typerend is voor het lyrisch dramatische sopraanvak, passend bij haar karakter en persoonlijkheid. Op operagebied zong ze onder andere Mozart, Willem Pijper, Van de Putte, Verdi en Strauss.
In haar carrière stonden vele grote werken van componisten uit de laatste 5 eeuwen naast elkaar. Het werk van Olivier Messiaen was haar specialisme. Het volledige repertoire is inmiddels opgenomen op cd (Briljant Classics) met haar pianist, Håkon Austbö.
Naast haar internationale concertpraktijk is Kappelle 12 jaar verbonden geweest als hoofdvakdocente solozang aan het Maastrichts Conservatorium. Ze gaf een interpretatiecursus aan het Amsterdams Conservatorium specifiek voor het Messiaenrepertoire en ze was een veelgevraagd jurylid onder andere bij de staatsexamens solozang. Ze gaf gastcolleges aan de Hogeschool voor Logopedie te Rotterdam en had een privépraktijk als zangpedagoge. Ze was verder werkzaam als stemvormer bij koren in Nederland en was dirigente van het Vocaal Ensemble Cappella Constancis.
Ze zong met jeugdtheater Sonnevanck 200 voorstellingen van de productie Hans en Grietje, met onder andere het Nieuw Ensemble zonder dirigent.
Kapelle overleed op 23 oktober 2024 op 63-jarige leeftijd.

## Discografie

### Albums
- La Vera Constanza - Joseph Haydn (1990) - Samen met de zomeropera - paladino
- Waves (1995) - Samen met het Syrinx Saxophone Quartet - Erasmus Records
- Agnus Dei - Joseph Ryelandt (1996) - Royal Flanders Philharmonic Orchestra - Marco polo
- Bertha Frensel Wegener-Koopman (2000) - piano Miklos Schwalb - Tatlin Records
- Messiaen vocal works (2005) - piano Håkon Austbō - Briljant records